# Náxosz (sziget)
Náxosz (görögül Νάξος, olaszul Nasso) sziget a legnagyobb a Kükládok szigetcsoport tagjai közül, az Égei-tenger középső részén, Görögországban.

## Földrajz
Területe 428 km². Ez a legzöldebb küklád sziget. A csoport többi tagjával szemben megfelelő mennyiségben áll rendelkezésre víz. Legmagasabb pontja a Zász-hegy (1008 méter).

## Éghajlat
| Hónap                         | Jan. | Feb. | Már. | Ápr. | Máj. | Jún. | Júl. | Aug. | Szep. | Okt. | Nov. | Dec. | Év   |
| ----------------------------- | ---- | ---- | ---- | ---- | ---- | ---- | ---- | ---- | ----- | ---- | ---- | ---- | ---- |
| Átlagos max. hőmérséklet (°C) | 14,3 | 14,4 | 15,7 | 18,6 | 21,9 | 25,7 | 26,6 | 26,2 | 24,6  | 21,4 | 18,6 | 15,8 | 20,3 |
| Átlagos min. hőmérséklet (°C) | 9,3  | 9,3  | 10,2 | 12,5 | 15,4 | 19,2 | 21,7 | 21,7 | 19,8  | 16,6 | 13,4 | 10,9 | 15,0 |
| Átl. csapadékmennyiség (mm)   | 71   | 59   | 50   | 18   | 10   | 3    | 1    | 3    | 6     | 39   | 47   | 69   | 376  |
| Forrás: NOAA                  |      |      |      |      |      |      |      |      |       |      |      |      |      |

## Náxosz a mitológiában
Egy legenda szerint maga Zeusz is a Zász(=Zeusz)-hegyen, egy barlangban nevelkedett.
Itt hagyta ott Thészeusz Ariadnét, aki segített neki kiszabadulni a krétai labirintusból. Ariadné aztán beleszeretett Dionüszoszba, a bor és a vigalom istenébe.

## Történelem
Itt volt az ókori kükládi civilizáció központja.
Az i. e. 8. és 7. század alatt a sziget irányította a Kükládok kereskedelmét. I. e. 499-ben, a ión felkelés alatt itt zajlott a naxoszi hadjárat.
Naxoszon volt a velencei Marco Sanudo hercegségének (Naxoszi Hercegség) központja 1204 után. Sok velencei épület máig fennmaradt.
1564–1821 között az Oszmán Birodalom része. Az 1821-es törökellenes felkelés után ismét önálló, majd 1832-től Görögország része lett.

## Látnivalók, érdekességek
- A Kasztro labirintus Náxosz faluban.
- A volt ferences iskola, ma Régészeti Múzeum, ahol egy ideig Níkosz Kazandzákisz is tanult. Ma kükládi szobrokat mutatnak be itt.
- Érdekes helyi alkoholos ital a kitron, amelyet a nagy citromszerű citronból készítenek.

## Közigazgatási beosztás
| Kerület  | Görög név                  | Adminisztratív kód | Terület (km²) | Lakosság 2001-ben | Lakosság 2011-ben | Önkormányzatok (Δημοτική /Τοπική Κοινότητα)                                                              | Fekvés |
| -------- | -------------------------- | ------------------ | ------------- | ----------------- | ----------------- | --- | ------ |
| Náxosz   | Δημοτική Ενότητα Νάξου     | 670201             | 126,957       | 12.089            | 12.726            | Náxosz, Agios Arsenios, Vivlos, Galanado, Galini, Glinado, Engares, Kinidaros, Melanes, Potamias, Sangri |        |
| Drymalia | Δημοτική Ενότητα Δρυμαλίας | 670203             | 302,828       | 6.099             | 5.204             | Aperathos, Filoti, Damarionas, Danakos, Keramoti, Koronis, Koronos, Mesi, Moni, Skado, Chalki            |        |
| Összesen | Összesen                   | 6702               | 429,8         | 18.188            | 17.930            | |        |

## Galéria

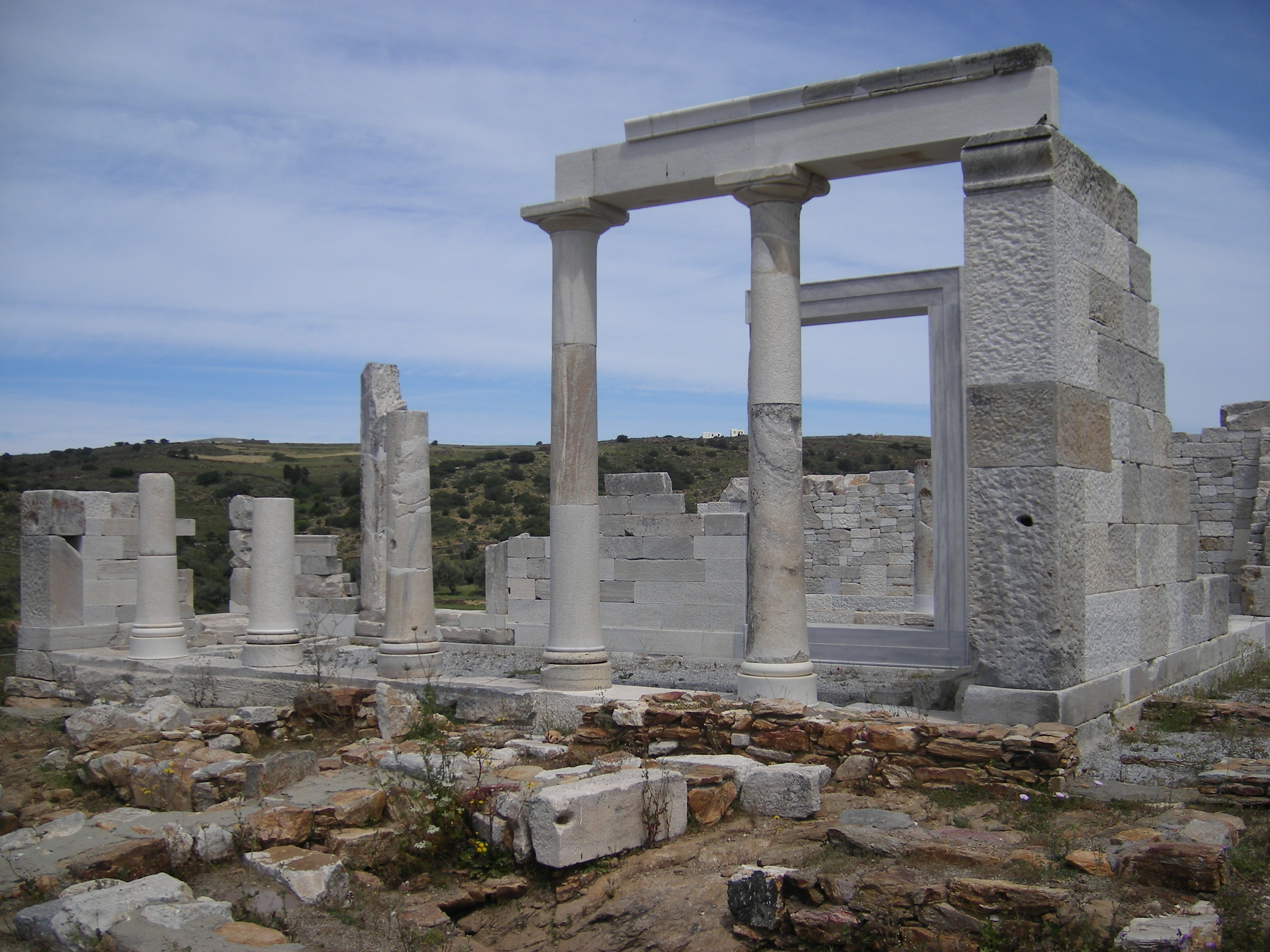
Démétér temploma
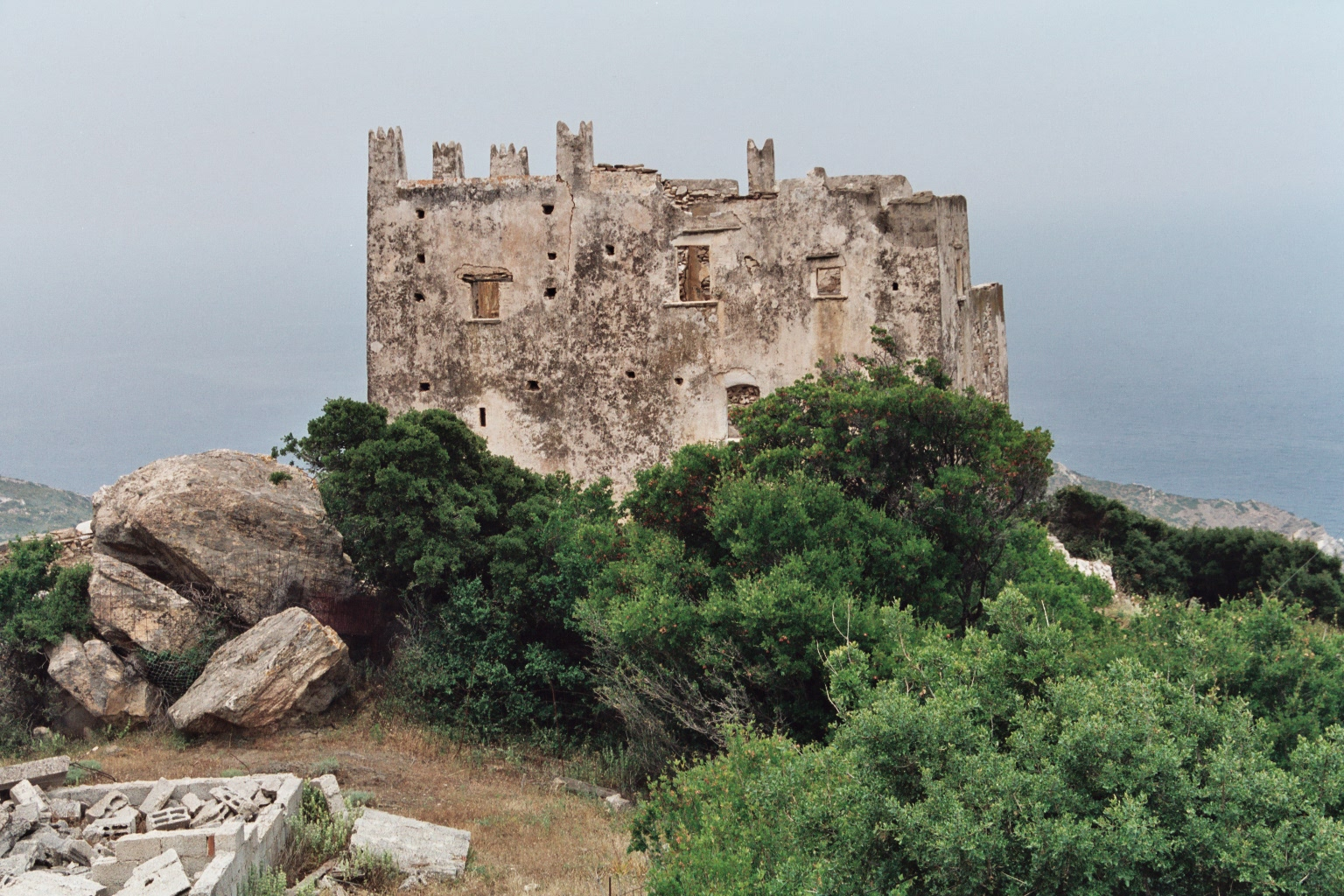
Egy velencei torony romjai
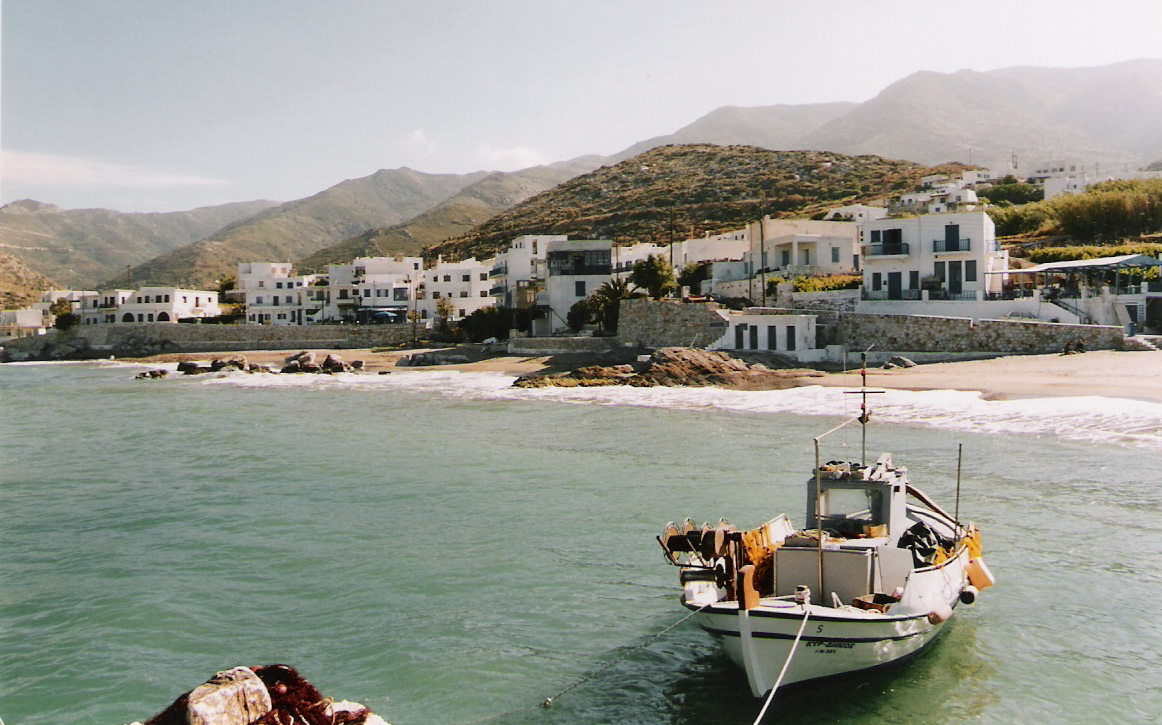
Apollonasz falu
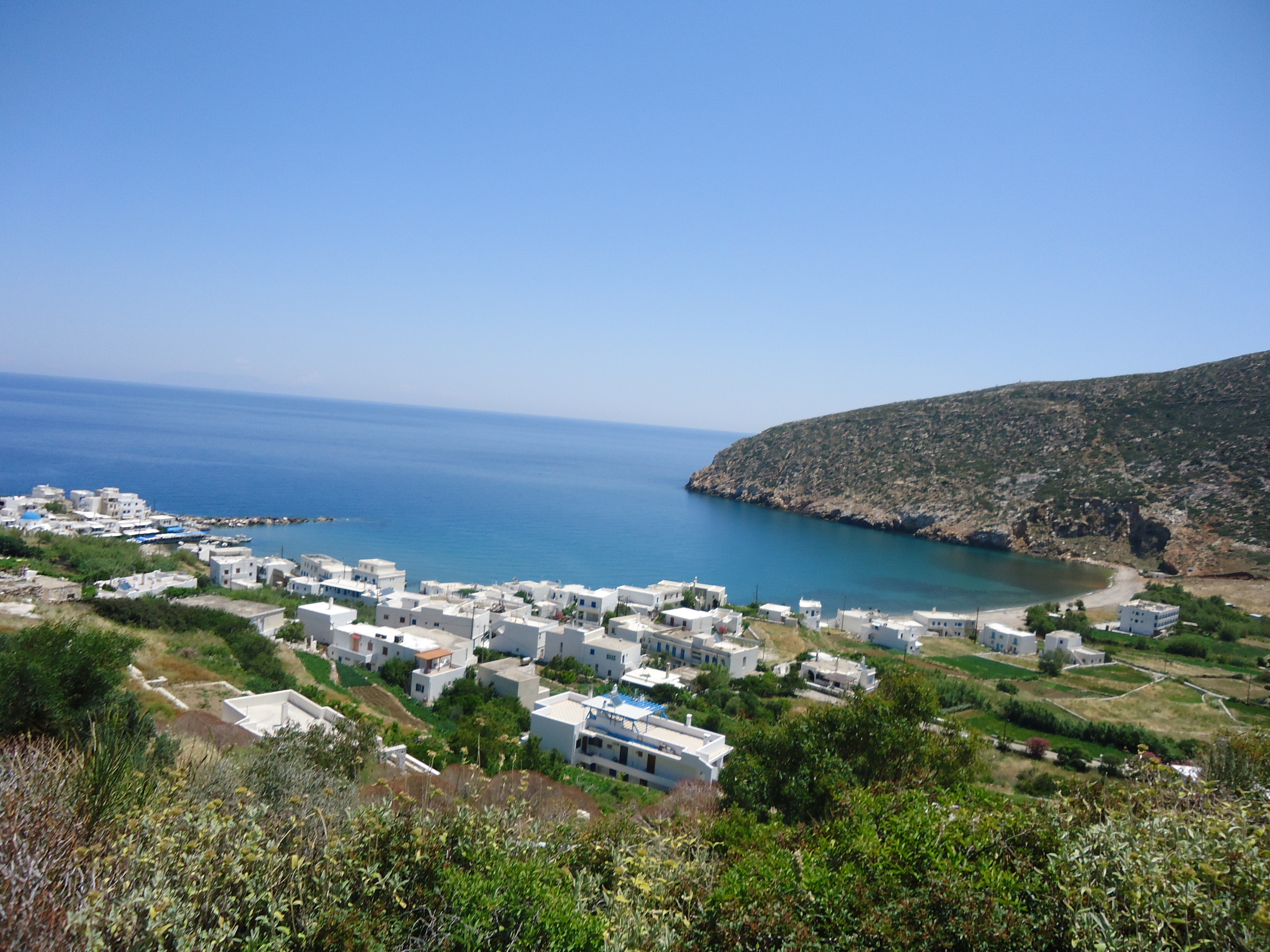
Apollonasz
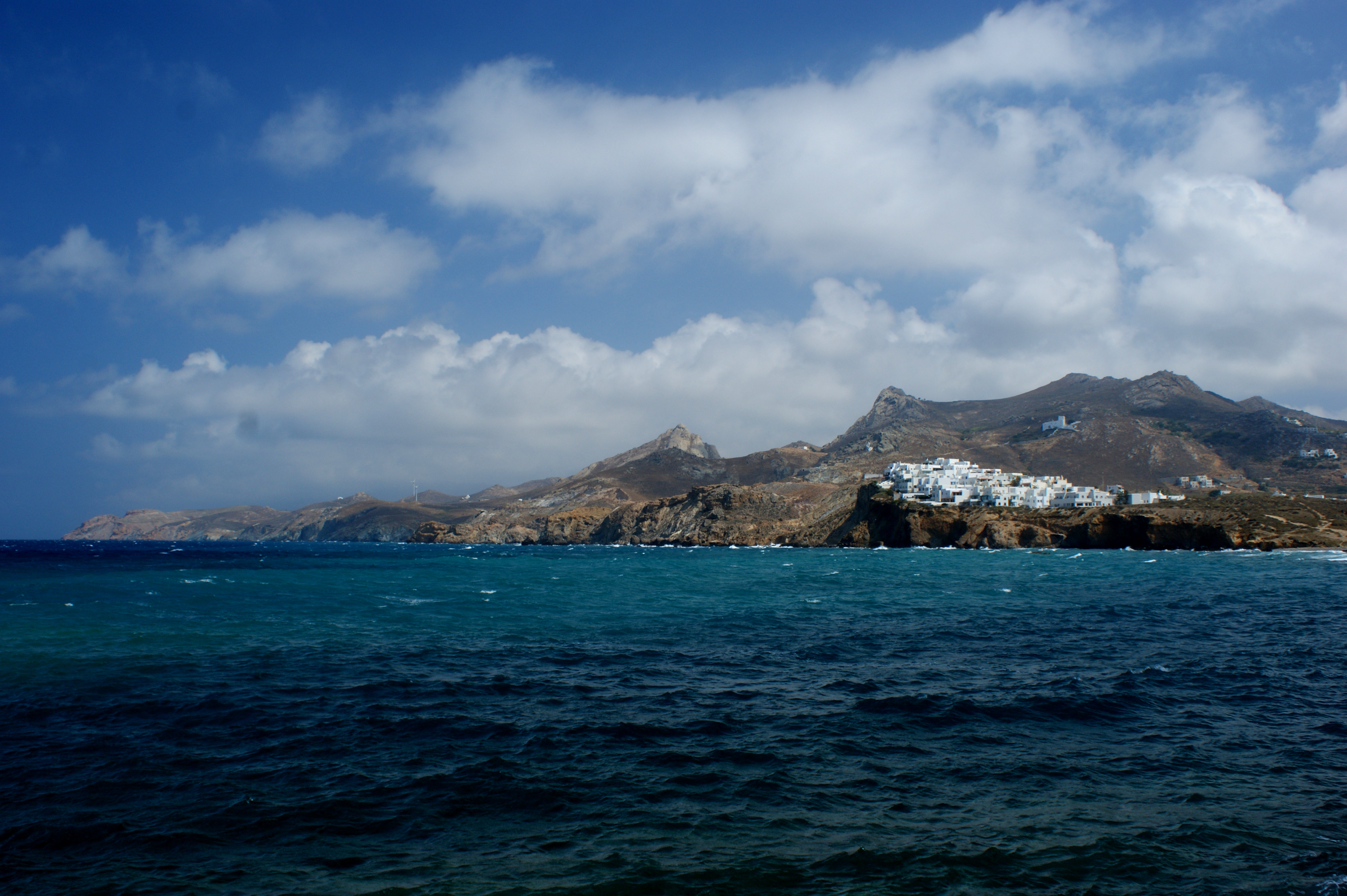
Náxosz partjai
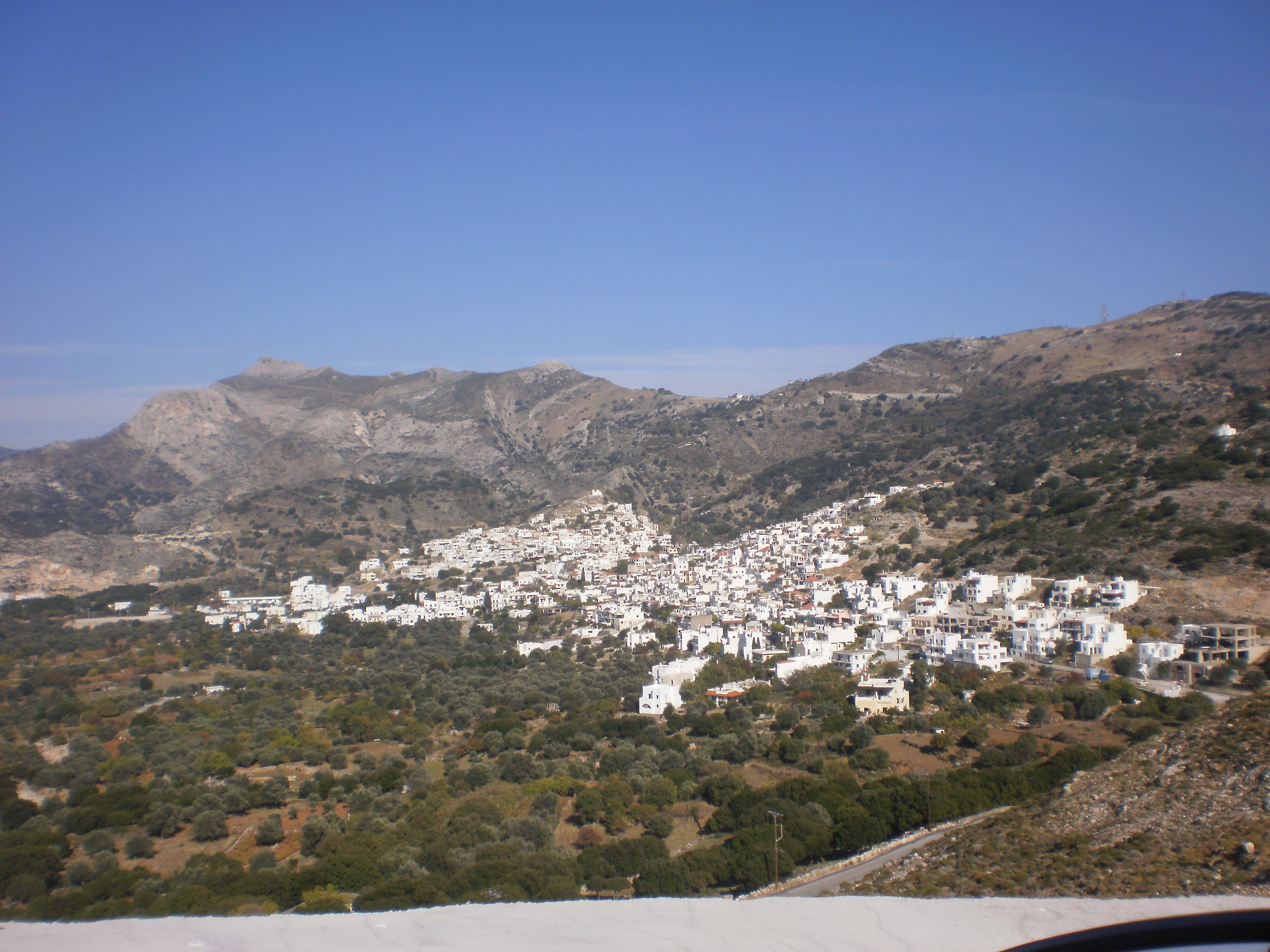
Filoti falu
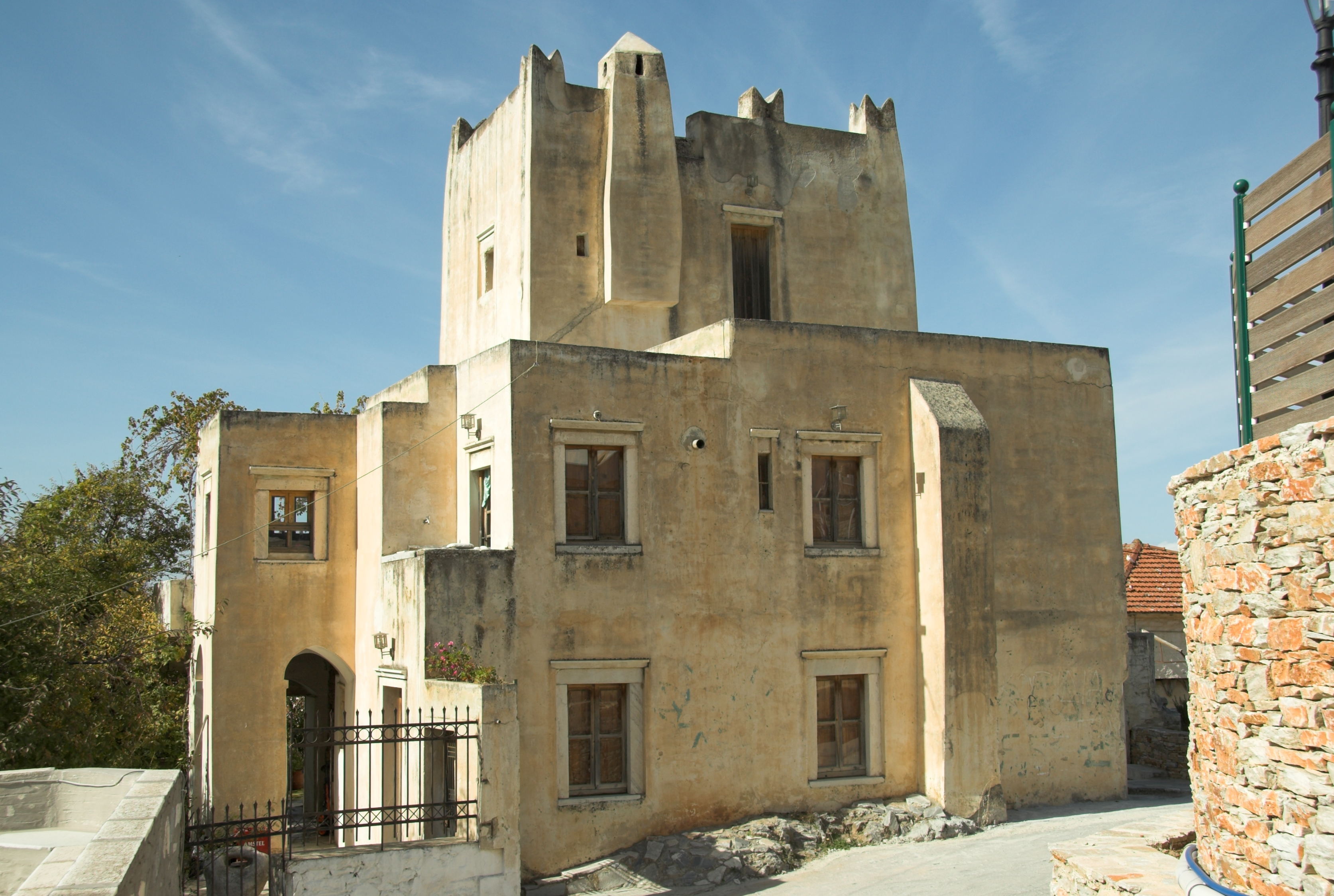
Torony Filotiben
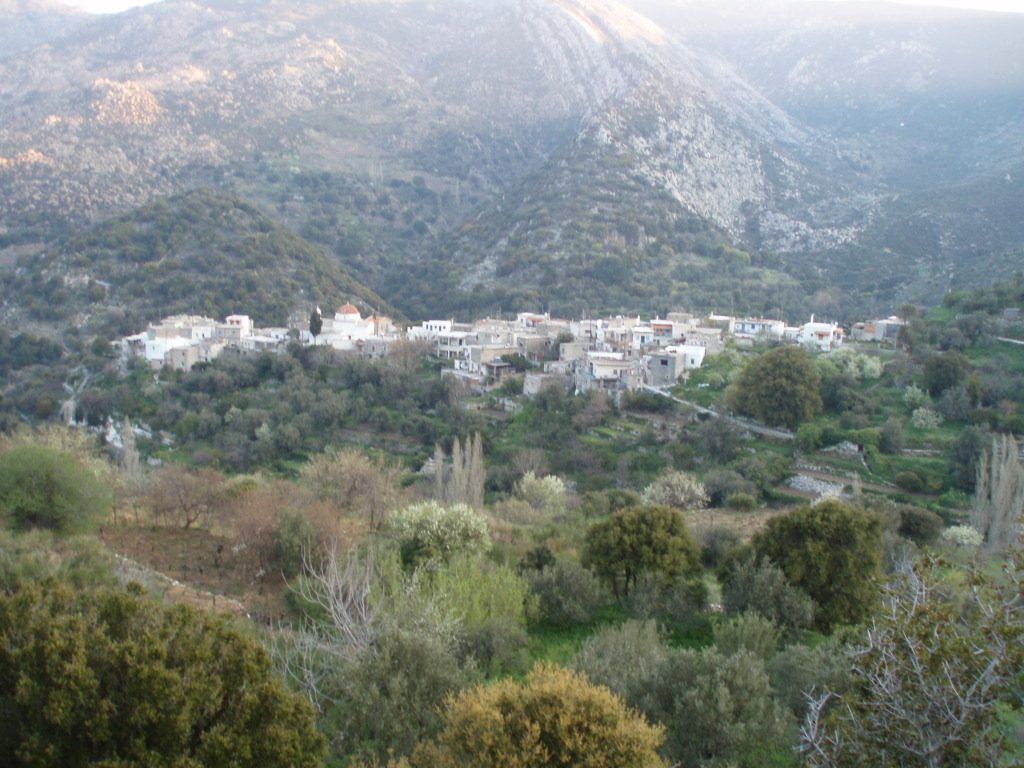
Keramoti falu

## Külső hivatkozások
- Naxos.lap.hu – Linkgyűjtemény